# 橋田隆雄
橋田 隆雄（はしだ たかお）は、日本の実業家。三菱伸銅代表取締役社長や、日本伸銅協会会長、日本銅センター副会長などを務めた。

## 人物・経歴
群馬県出身。1970年一橋大学商学部卒業、三菱金属鉱業（現三菱マテリアル）入社。2003年三宝伸銅工業取締役。2008年三宝伸銅工業取締役副社長。三宝伸銅工業代表取締役社長として、三菱伸銅との合併にあたり、合併後の三菱伸銅でも代表取締役社長を務めた。2013年三菱伸銅取締役相談役。2014年三菱伸銅相談役。日本伸銅協会会長、日本銅センター副会長等も務めた。